# Puppet Master vs. Demonic Toys
Série
Puppet Master: The Legacy
(2004) Puppet Master: Axis of Evil
(2010)
Pour plus de détails, voir Fiche technique et Distribution.
Puppet Master vs. Demonic Toys est un téléfilm américain réalisé par Ted Nicolaou (en) et diffusé le 18 décembre 2004 sur Sci Fi Channel. C'est un cross-over des films Puppet Master (1989) et Jouets démoniaques (Demonic Toys) (1992).

## Synopsis
Robert Toulon a découvert le secret de son oncle pour réanimer les Puppet Master, endormis depuis un certain temps. Pendant ce temps, une femme satanique et mégalomane décide d'envoyer des jouets maléfiques, les Demonic Toys, dans notre monde. Pour cela, elle doit faire un sacrifice et fait enlever la fille de Toulon. Toulon va donc réanimer les Puppet Master pour qu'ils aillent délivrer sa fille et en même temps détruire les Demonic Toys.

## Fiche technique
- Réalisation : Ted Nicolaou (en)
- Scénario : C. Courtney Joyner (en)
- Production : Charles Band
- Société de production : ApolloProScreen Filmproduktion, Jeff Franklin Productions
- Genre : horreur et fantastique
- Durée : 95 minutes
- Budget : 1 200 000 $
- Public : Interdit aux moins de 12 ans
  -  États-Unis : 18 décembre 2004

## Distribution
- Corey Feldman : Robert Toulon
- Vanessa Angel : Erica Sharpe
- Danielle Keaton (es) : Alexandra Toulon
- Silvia Šuvadová (sk) : Sgt. Jessica Russell
- Nikolai Sotirov : Julian